# EHF Champions League 1997-1998 (pallamano maschile)
La EHF Champions League 1997-1998 è stata la 38ª edizione del massimo torneo europeo di pallamano riservato alle squadre di club. È stata organizzata dall'European Handball Federation, la federazione europea di pallamano. La competizione è iniziata il 13 settembre 1997 si è conclusa il 25 aprile 1998.
Il torneo è stato vinto dalla compagine spagnola dell'FC Barcellona per la 4ª volta nella sua storia.

## Risultati

### Primo turno
| Squadra 1       | Squadra 2            | Andata                                                              | Ritorno                                                    | Totale  |
| --------------- | -------------------- | ------------------------------------------------------------------- | ---------------------------------------------------------- | ------- |
| RK Prespa Resen | GSS Keravnos Nicosia | Resen - Sport Hall Prespa 13 settembre 1997 - ore 19:00             | Strovolos - Keravnos Stadium 20 settembre 1997 - ore 19:00 | 66 - 51 |
| RK Prespa Resen | GSS Keravnos Nicosia | 39 - 21 (16-10)                                                     | 27 - 30 (13-15)                                            | 66 - 51 |
| RK Prespa Resen | GSS Keravnos Nicosia | 1.000 Spett. - Report                                               | 300 Spett. - Report                                        | 66 - 51 |
| Vestmanna IF    | CS Dinamo Bucurest   | Vestmanna 13 settembre 1997 - ore 17:00                             | Vestmanna 14 settembre 1997 - ore 17:00                    | 37 - 41 |
| Vestmanna IF    | CS Dinamo Bucurest   | 20 - 25 (11-12)                                                     | 17 - 16 (7-9)                                              | 37 - 41 |
| Vestmanna IF    | CS Dinamo Bucurest   | 725 Spett. - Report                                                 | 750 Spett. - Report                                        | 37 - 41 |
| VSZ Kosice      | Csernomorec Burgas   | Košice - Mestská hádzanárska hala VŠA 13 settembre 1997 - ore 18:00 | Burgas 20 settembre 1997 - ore 11:00                       | 56 - 48 |
| VSZ Kosice      | Csernomorec Burgas   | 27 - 17 (12-5)                                                      | 17 - 16 (7-9)                                              | 56 - 48 |
| VSZ Kosice      | Csernomorec Burgas   | 300 Spett. - Report                                                 | 250 Spett. - Report                                        | 56 - 48 |

### Sedicesimi di finale
| Squadra 1               | Squadra 2                  | Andata                                                           | Ritorno                                                            | Totale        |
| ----------------------- | -------------------------- | ---------------------------------------------------------------- | ------------------------------------------------------------------ | ------------- |
| KC Veszprém             | Kaustik Volgograd          | Veszprém - Veszprém Aréna 5 ottobre 1997 - ore 11:30             | Volgograd 12 ottobre 1997 - ore 16:00                              | 64 - 51       |
| KC Veszprém             | Kaustik Volgograd          | 31 - 22 (16-13)                                                  | 33 - 29 (17-12)                                                    | 64 - 51       |
| KC Veszprém             | Kaustik Volgograd          | 2.000 Spett. - Report                                            | 2.000 Spett. - Report                                              | 64 - 51       |
| Gymnastiki Enosi Verias | RK Zagabria                | Veria 4 ottobre 1997 - ore 20:00                                 | Zagabria - Arena Zagreb 12 ottobre 1997 - ore 18:00                | 48 - 64       |
| Gymnastiki Enosi Verias | RK Zagabria                | 23 - 25 (7-12)                                                   | 25 - 39 (13-22)                                                    | 48 - 64       |
| Gymnastiki Enosi Verias | RK Zagabria                | 300 Spett. - Report                                              | 1.000 Spett. - Report                                              | 48 - 64       |
| HC Bruck                | CB Ademar León             | Bruck an der Mur 5 ottobre 1997 - ore 17:00                      | León - Palacio de los Deportes de León 12 ottobre 1997 - ore 12:30 | 44 - 61       |
| HC Bruck                | CB Ademar León             | 23 - 28 (12-15)                                                  | 21 - 33 (9-17)                                                     | 44 - 61       |
| HC Bruck                | CB Ademar León             | 800 Spett. - Report                                              | 2.500 Spett. - Report                                              | 44 - 61       |
| BK-46 Karis             | Drammen HK                 | Karis 4 ottobre 1997 - ore 17:00                                 | Drammen 12 ottobre 1997 - ore 18:30                                | 48 - 52       |
| BK-46 Karis             | Drammen HK                 | 24 - 23 (13-13)                                                  | 24 - 29 (13-13)                                                    | 48 - 52       |
| BK-46 Karis             | Drammen HK                 | 550 Spett. - Report                                              | 1.100 Spett. - Report                                              | 48 - 52       |
| Granitas Kaunas         | KA Akureyri                | Kaunas 5 ottobre 1997 - ore 17:00                                | Akureyri 12 ottobre 1997 - ore 16:00                               | 46 - 51       |
| Granitas Kaunas         | KA Akureyri                | 27 - 23 (13-8)                                                   | 19 - 28 (9-13)                                                     | 46 - 51       |
| Granitas Kaunas         | KA Akureyri                | 300 Spett. - Report                                              | 700 Spett. - Report                                                | 46 - 51       |
| Red Boys Differdange    | Pfadi Winterthur           | Differdange 5 ottobre 1997 - ore 20:30                           | Winterthur - Eulachhallen 11 ottobre 1997 - ore 18:00              | 47 - 67       |
| Red Boys Differdange    | Pfadi Winterthur           | 20 - 32 (10-13)                                                  | 27 - 35 (12-15)                                                    | 47 - 67       |
| Red Boys Differdange    | Pfadi Winterthur           | 400 Spett. - Report                                              | 1.400 Spett. - Report                                              | 47 - 67       |
| SKA Minsk               | RK Crvena Zvezda           | Minsk 5 ottobre 1997 - ore 16:00                                 | Požarevac 12 ottobre 1997 - ore 16:30                              | 46 - 46 (gfc) |
| SKA Minsk               | RK Crvena Zvezda           | 32 - 24 (14-11)                                                  | 14 - 22 (6-13)                                                     | 46 - 46 (gfc) |
| SKA Minsk               | RK Crvena Zvezda           | 1.500 Spett. - Report                                            | 1.000 Spett. - Report                                              | 46 - 46 (gfc) |
| VSZ Kosice              | Virum Sorgenfri            | Košice - Mestská hádzanárska hala VŠA 4 ottobre 1997 - ore 18:00 | Virum 11 ottobre 1997 - ore 17:00                                  | 46 - 56       |
| VSZ Kosice              | Virum Sorgenfri            | 24 - 26 (9-13)                                                   | 22 - 30 (12-13)                                                    | 46 - 56       |
| VSZ Kosice              | Virum Sorgenfri            | 500 Spett. - Report                                              | 650 Spett. - Report                                                | 46 - 56       |
| RK Celje                | Redbergslids IK            | Celje - Bonifika Hall 4 ottobre 1997 - ore 18:00                 | Göteborg - Lisebergshallen 11 ottobre 1997 - ore 15:00             | 59 - 54       |
| RK Celje                | Redbergslids IK            | 29 - 24 (17-14)                                                  | 30 - 30 (13-15)                                                    | 59 - 54       |
| RK Celje                | Redbergslids IK            | 2.000 Spett. - Report                                            | 1.500 Spett. - Report                                              | 59 - 54       |
| HV Sittardia            | ABC Braga                  | Sittard 5 ottobre 1997 - ore 14:00                               | Braga - Pavilhão Flávio Sá Leite 11 ottobre 1997 - ore 21:00       | 34 - 48       |
| HV Sittardia            | ABC Braga                  | 18 - 29 (9-14)                                                   | 16 - 19 (8-8)                                                      | 34 - 48       |
| HV Sittardia            | ABC Braga                  | 700 Spett. - Report                                              | 500 Spett. - Report                                                | 34 - 48       |
| FC Barcellona           | Cankaya Ankara             | Barcellona - Palau Blaugrana 5 ottobre 1997 - ore 19:15          | Ankara 11 ottobre 1997 - ore 17:30                                 | 71 - 42       |
| FC Barcellona           | Cankaya Ankara             | 34 - 12 (15-6)                                                   | 37 - 30 (18-17)                                                    | 71 - 42       |
| FC Barcellona           | Cankaya Ankara             | 4.000 Spett. - Report                                            | 300 Spett. - Report                                                | 71 - 42       |
| WKS Śląsk Wrocław       | Pallamano Trieste          | Breslavia - Sala del Centenario 5 ottobre 1997 - ore 18:00       | Trieste - Pala Chiarbola 11 ottobre 1997 - ore 17:30               | 50 - 52       |
| WKS Śląsk Wrocław       | Pallamano Trieste          | 31 - 21 (14-11)                                                  | 19 - 31 (9-10)                                                     | 50 - 52       |
| WKS Śląsk Wrocław       | Pallamano Trieste          | 400 Spett. - Report                                              | 1.200 Spett. - Report                                              | 50 - 52       |
| HC Zubří                | CS Dinamo Bucurest         | Zubří 4 ottobre 1997 - ore 16:30                                 | Bucarest 12 ottobre 1997 - ore 11:00                               | 61 - 48       |
| HC Zubří                | CS Dinamo Bucurest         | 35 - 22 (20-11)                                                  | 26 - 26 (10-16)                                                    | 61 - 48       |
| HC Zubří                | CS Dinamo Bucurest         | 1.400 Spett. - Report                                            | 300 Spett. - Report                                                | 61 - 48       |
| Hapoel Rishon Le Zion   | Union sportive d'Ivry      | Rishon LeZion 4 ottobre 1997 - ore 20:30                         | Ivry-sur-Seine 12 ottobre 1997 - ore 16:00                         | 49 - 43       |
| Hapoel Rishon Le Zion   | Union sportive d'Ivry      | 27 - 22 (16-10)                                                  | 22 - 21 (14-8)                                                     | 49 - 43       |
| Hapoel Rishon Le Zion   | Union sportive d'Ivry      | 400 Spett. - Report                                              | 1.200 Spett. - Report                                              | 49 - 43       |
| TBV Lemgo               | HC Initia Hasselt          | Bielefeld 5 ottobre 1997 - ore 15:00                             | Hasselt 11 ottobre 1997 - ore 18:00                                | 67 - 36       |
| TBV Lemgo               | HC Initia Hasselt          | 36 - 18 (16-6)                                                   | 31 - 18 (15-8)                                                     | 67 - 36       |
| TBV Lemgo               | HC Initia Hasselt          | 2.500 Spett. - Report                                            | 400 Spett. - Report                                                | 67 - 36       |
| RK Prespa Resen         | Shakhtar Akademiya Donetsk | Resen - Sport Hall Prespa 4 ottobre 1997 - ore 19:00             | Donec'k 12 ottobre 1997 - ore 16:30                                | 50 - 49       |
| RK Prespa Resen         | Shakhtar Akademiya Donetsk | 27 - 23 (12-12)                                                  | 23 - 26 (10-10)                                                    | 50 - 49       |
| RK Prespa Resen         | Shakhtar Akademiya Donetsk | 1.200 Spett. - Report                                            | 1.500 Spett. - Report                                              | 50 - 49       |

### Fase a gironi

#### Girone A
|  | Pos. | Squadra           | Pt | G | V | N | S | GF  | GS  | D   | Note                            |
|  | ---- | ----------------- | -- | - | - | - | - | --- | --- | --- | ------------------------------- |
|  | 1.   | RK Celje          | 10 | 6 | 5 | 0 | 1 | 162 | 133 | +29 | Qualificato ai quarti di finale |
|  | 2.   | RK Zagabria       | 8  | 6 | 4 | 0 | 2 | 158 | 141 | +17 | Qualificato ai quarti di finale |
|  | 3.   | Pallamano Trieste | 4  | 6 | 2 | 0 | 4 | 141 | 149 | -9  |                                 |
|  | 4.   | KA Akureyri       | 2  | 6 | 1 | 0 | 5 | 132 | 170 | -38 |                                 |

| Akureyri 8 novembre 1997, ore 16:15 | KA Akureyri | 23 – 26 (12-13) referto | RK Celje | Akureyrarstoltið (749 spett.) |

| Trieste 9 novembre 1997, ore 18:00 | Pallamano Trieste | 20 – 22 (7-11) referto | RK Zagabria | Pala Chiarbola (1460 spett.) |

| Celje 15 novembre 1997, ore 18:00 | RK Celje | 30 – 25 (14-12) referto | Pallamano Trieste | Bonifika Hall (2000 spett.) |

| Zagabria 16 novembre 1997, ore 18:30 | RK Zagabria | 36 – 23 (18-11) referto | KA Akureyri | Arena Zagreb (7000 spett.) |

| Trieste 4 gennaio 1998, ore 11:00 | Pallamano Trieste | 30 – 24 (15-6) referto | KA Akureyri | Pala Chiarbola (500 spett.) |

| Celje 4 gennaio 1998, ore 18:00 | RK Celje | 26 – 21 (13-8) referto | RK Zagabria | Bonifika Hall (2700 spett.) |

| Akureyri 11 novembre 1998, ore 16:00 | KA Akureyri | 23 – 28 (11-12) referto | RK Zagabria | Akureyrarstoltið (700 spett.) |

| Trieste 11 gennaio 1999, ore 18:00 | Pallamano Trieste | 20 – 27 (12-13) referto | RK Celje | Pala Chiarbola (1500 spett.) |

| Zagabria 24 gennaio 1998, ore 18:00 | RK Zagabria | 25 – 27 (11-14) referto | Pallamano Trieste | Arena Zagreb (6500 spett.) |

| Celje 24 gennaio 1998, ore 18:00 | RK Celje | 31 – 18 (17-8) referto | KA Akureyri | Bonifika Hall (2500 spett.) |

| Zagabria 31 gennaio 1998, ore 18:00 | RK Zagabria | 26 – 22 (14-10) referto | RK Celje | Arena Zagreb (10000 spett.) |

| Akureyri 1º febbraio 1998, ore 16:00 | KA Akureyri | 21 – 19 (8-9) referto | Pallamano Trieste | Akureyrarstoltið (620 spett.) |

#### Girone B
|  | Pos. | Squadra          | Pt | G | V | N | S | GF  | GS  | D   | Note                            |
|  | ---- | ---------------- | -- | - | - | - | - | --- | --- | --- | ------------------------------- |
|  | 1.   | Pfadi Winterthur | 9  | 6 | 4 | 1 | 1 | 168 | 147 | +21 | Qualificato ai quarti di finale |
|  | 2.   | CB Ademar León   | 9  | 6 | 4 | 1 | 1 | 191 | 157 | +34 | Qualificato ai quarti di finale |
|  | 3.   | RK Crvena Zvezda | 4  | 6 | 2 | 0 | 4 | 164 | 180 | -16 |                                 |
|  | 4.   | Drammen HK       | 2  | 6 | 1 | 0 | 5 | 138 | 177 | -39 |                                 |

| Drammen 8 novembre 1997, ore 18:30 | Drammen HK | 25 – 27 (10-13) referto | CB Ademar León | (1080 spett.) |

| Belgrado 9 novembre 1997, ore 17:00 | RK Crvena Zvezda | 29 – 27 (15-13) referto | Pfadi Winterthur | Pionir Hall (1500 spett.) |

| León 15 novembre 1997, ore 16:00 | CB Ademar León | 41 – 20 (23-10) referto | RK Crvena Zvezda | Palacio de los Deportes de León (4000 spett.) |

| Zurigo 16 novembre 1997, ore 15:30 | Pfadi Winterthur | 31 – 21 (16-10) referto | Drammen HK | Saalsporthalle (2000 spett.) |

| Winterthur 4 gennaio 1998, ore 15:30 | Pfadi Winterthur | 29 – 27 (13-10) referto | CB Ademar León | Eulachhallen (2300 spett.) |

| Drammen 4 gennaio 1998, ore 17:00 | Drammen HK | 25 – 23 (13-11) referto | RK Crvena Zvezda | (650 spett.) |

| Belgrado 10 gennaio 1998, ore 18:30 | RK Crvena Zvezda | 30 – 35 (11-18) referto | CB Ademar León | Pionir Hall (1500 spett.) |

| Drammen 11 gennaio 1998, ore 17:00 | Drammen HK | 17 – 26 (7-12) referto | Pfadi Winterthur | (1100 spett.) |

| Winterthur 24 gennaio 1998, ore 15:30 | Pfadi Winterthur | 28 – 26 (13-13) referto | RK Crvena Zvezda | Eulachhallen (2300 spett.) |

| León 24 gennaio 1998, ore 16:00 | CB Ademar León | 34 – 26 (19-13) referto | Drammen HK | Palacio de los Deportes de León (2500 spett.) |

| León 31 gennaio 1998, ore 16:00 | CB Ademar León | 27 – 27 (14-12) referto | Pfadi Winterthur | Palacio de los Deportes de León (3000 spett.) |

| Belgrado 31 gennaio 1998, ore 18:30 | RK Crvena Zvezda | 36 – 24 (18-10) referto | Drammen HK | Pionir Hall (1000 spett.) |

#### Girone C
|  | Pos. | Squadra               | Pt | G | V | N | S | GF  | GS  | D   | Note                            |
|  | ---- | --------------------- | -- | - | - | - | - | --- | --- | --- | ------------------------------- |
|  | 1.   | FC Barcellona         | 11 | 6 | 5 | 1 | 0 | 179 | 128 | +51 | Qualificato ai quarti di finale |
|  | 2.   | ABC Braga             | 7  | 6 | 3 | 1 | 2 | 139 | 140 | -1  | Qualificato ai quarti di finale |
|  | 3.   | Hapoel Rishon Le Zion | 6  | 6 | 3 | 0 | 3 | 142 | 166 | -24 |                                 |
|  | 4.   | Virum Sorgenfri       | 0  | 6 | 0 | 0 | 6 | 135 | 161 | -26 |                                 |

| Rishon LeZion 8 novembre 1997, ore 21:00 | Hapoel Rishon Le Zion | 30 – 23 (16-8) referto | Virum Sorgenfri | Mordecai Rosenstein hall (900 spett.) |

| Braga 9 novembre 1997, ore 16:30 | ABC Braga | 21 – 21 (9-12) referto | FC Barcellona | Pavilhão Flávio Sá Leite (3000 spett.) |

| Lyngby-Taarbæk 15 novembre 1997, ore 16:45 | Virum Sorgenfri | 21 – 22 (10-12) referto | ABC Braga | Virumhallerne (605 spett.) |

| Barcellona 15 novembre 1997, ore 18:30 | FC Barcellona | 42 – 17 (18-10) referto | Hapoel Rishon Le Zion | Palau Blaugrana (4000 spett.) |

| Brøndby 3 gennaio 1998, ore 16:45 | Virum Sorgenfri | 21 – 25 (11-11) referto | FC Barcellona | Stadionhal 1 (1350 spett.) |

| Braga 4 gennaio 1998, ore 16:30 | ABC Braga | 26 – 18 (12-11) referto | Hapoel Rishon Le Zion | Pavilhão Flávio Sá Leite (2000 spett.) |

| Rishon LeZion 10 gennaio 1998, ore 20:45 | Hapoel Rishon Le Zion | 28 – 29 (11-14) referto | FC Barcellona | Mordecai Rosenstein hall (1000 spett.) |

| Braga 11 gennaio 1998, ore 16:30 | ABC Braga | 29 – 24 (16-12) referto | Virum Sorgenfri | Pavilhão Flávio Sá Leite (2500 spett.) |

| Lyngby-Taarbæk 24 gennaio 1998, ore 16:45 | Virum Sorgenfri | 23 – 25 (12-11) referto | Hapoel Rishon Le Zion | Virumhallerne (460 spett.) |

| Barcellona 24 gennaio 1998, ore 18:30 | FC Barcellona | 32 – 18 (18-8) referto | ABC Braga | Palau Blaugrana (4000 spett.) |

| Barcellona 31 gennaio 1998, ore 18:30 | FC Barcellona | 30 – 23 (14-10) referto | Virum Sorgenfri | Palau Blaugrana (1500 spett.) |

| Rishon LeZion 31 gennaio 1998, ore 21:00 | Hapoel Rishon Le Zion | 24 – 23 (10-11) referto | ABC Braga | Mordecai Rosenstein hall (1700 spett.) |

#### Girone D
|  | Pos. | Squadra         | Pt | G | V | N | S | GF  | GS  | D   | Note                            |
|  | ---- | --------------- | -- | - | - | - | - | --- | --- | --- | ------------------------------- |
|  | 1.   | TBV Lemgo       | 9  | 6 | 4 | 1 | 1 | 164 | 145 | +19 | Qualificato ai quarti di finale |
|  | 2.   | KC Veszprém     | 9  | 6 | 4 | 1 | 1 | 168 | 144 | +24 | Qualificato ai quarti di finale |
|  | 3.   | RK Prespa Resen | 4  | 6 | 2 | 0 | 4 | 159 | 168 | -9  |                                 |
|  | 4.   | HC Zubří        | 2  | 6 | 1 | 0 | 5 | 148 | 182 | -34 |                                 |

| Zubří 8 novembre 1997, ore 16:30 | HC Zubří | 24 – 30 (9-16) referto | KC Veszprém | (1600 spett.) |

| Resen 8 novembre 1997, ore 18:00 | RK Prespa Resen | 26 – 25 (11-13) referto | TBV Lemgo | Sport Hall Prespa (1500 spett.) |

| Zubří 15 novembre 1997, ore 16:30 | HC Zubří | 22 – 27 (10-13) referto | TBV Lemgo | (1400 spett.) |

| Veszprém 16 novembre 1997, ore 11:00 | KC Veszprém | 27 – 22 (14-7) referto | RK Prespa Resen | Veszprém Arena (2000 spett.) |

| Veszprém 3 gennaio 1998, ore 17:00 | KC Veszprém | 24 – 24 (12-11) referto | TBV Lemgo | Veszprém Arena (2500 spett.) |

| Resen 3 gennaio 1998, ore 18:00 | RK Prespa Resen | 33 – 26 (17-11) referto | HC Zubří | Sport Hall Prespa (1400 spett.) |

| Lemgo 9 gennaio 1998, ore 18:00 | TBV Lemgo | 31 – 22 (16-13) referto | HC Zubří | Lipperlandhalle (2400 spett.) |

| Resen 10 gennaio 1998, ore 18:00 | RK Prespa Resen | 23 – 30 (10-17) referto | KC Veszprém | Sport Hall Prespa (1500 spett.) |

| Lemgo 24 gennaio 1998, ore 19:30 | TBV Lemgo | 28 – 25 (17-8) referto | RK Prespa Resen | Lipperlandhalle (2300 spett.) |

| Veszprém 25 gennaio 1998, ore 11:00 | KC Veszprém | 31 – 22 (15-12) referto | HC Zubří | Veszprém Arena (2000 spett.) |

| Lemgo 31 gennaio 1998, ore 15:00 | TBV Lemgo | 29 – 26 (11-13) referto | KC Veszprém | Lipperlandhalle (2300 spett.) |

| Zubří 31 gennaio 1998, ore 16:30 | HC Zubří | 32 – 30 (15-16) referto | RK Prespa Resen | (1000 spett.) |

### Quarti di finale
| Squadra 1      | Squadra 2        | Andata                                                              | Ritorno                                                | Totale        |
| -------------- | ---------------- | ------------------------------------------------------------------- | ------------------------------------------------------ | ------------- |
| CB Ademar León | RK Celje         | León - Palacio de los Deportes de León 21 febbraio 1998 - ore 16:00 | Celje - Bonifika Hall 28 febbraio 1998 - ore 18:00     | 50 - 61       |
| CB Ademar León | RK Celje         | 24 - 26 (9-12)                                                      | 26 - 35 (10-21)                                        | 50 - 61       |
| CB Ademar León | RK Celje         | 5.000 Spett. - Report                                               | 3.500 Spett. - Report                                  | 50 - 61       |
| RK Zagabria    | Pfadi Winterthur | Zagabria - Arena Zagreb 22 febbraio 1998 - ore 17:00                | Winterthur - Eulachhallen 28 febbraio 1998 - ore 15:30 | 51 - 45       |
| RK Zagabria    | Pfadi Winterthur | 27 - 24 (15-14)                                                     | 24 - 21 (12-12)                                        | 51 - 45       |
| RK Zagabria    | Pfadi Winterthur | 8.000 Spett. - Report                                               | 2.300 Spett. - Report                                  | 51 - 45       |
| KC Veszprém    | FC Barcellona    | Veszprém - Veszprém Aréna 21 febbraio 1998 - ore 16:30              | Barcellona - Palau Blaugrana 1º marzo 1998 - ore 17:30 | 60 - 60 (gfc) |
| KC Veszprém    | FC Barcellona    | 33 - 28 (19-13)                                                     | 27 - 32 (15-13)                                        | 60 - 60 (gfc) |
| KC Veszprém    | FC Barcellona    | 3.000 Spett. - Report                                               | 7.500 Spett. - Report                                  | 60 - 60 (gfc) |
| ABC Braga      | TBV Lemgo        | Braga - Pavilhão Flávio Sá Leite 21 febbraio 1998 - ore 16:30       | Lemgo - Lipperlandhalle 28 febbraio 1998 - ore 15:00   | 51 - 55       |
| ABC Braga      | TBV Lemgo        | 25 - 29 (12-12)                                                     | 26 - 26 (12-13)                                        | 51 - 55       |
| ABC Braga      | TBV Lemgo        | 3.000 Spett. - Report                                               | 2.640 Spett. - Report                                  | 51 - 55       |

### Semifinali
| Squadra 1     | Squadra 2 | Andata                                                 | Ritorno                                           | Totale  |
| ------------- | --------- | ------------------------------------------------------ | ------------------------------------------------- | ------- |
| FC Barcellona | TBV Lemgo | Barcellona - Palau Blaugrana 22 marzo 1998 - ore 19:15 | Lemgo - Lipperlandhalle 28 marzo 1998 - ore 15:00 | 63 - 56 |
| FC Barcellona | TBV Lemgo | 31 - 22 (12-12)                                        | 32 - 34 (15-18)                                   | 63 - 56 |
| FC Barcellona | TBV Lemgo | 8.000 Spett. - Report                                  | 4.000 Spett. - Report                             | 63 - 56 |
| RK Zagabria   | RK Celje  | Zagabria - Arena Zagreb 22 marzo 1998 - ore 19:30      | Celje - Bonifika Hall 28 marzo 1998 - ore 18:00   | 51 - 45 |
| RK Zagabria   | RK Celje  | 27 - 20 (14-10)                                        | 24 - 25 (10-10)                                   | 51 - 45 |
| RK Zagabria   | RK Celje  | 10.000 Spett. - Report                                 | 3.000 Spett. - Report                             | 51 - 45 |

### Finale
| Squadra 1     | Squadra 2   | Andata                                                  | Ritorno                                            | Totale  |
| ------------- | ----------- | ------------------------------------------------------- | -------------------------------------------------- | ------- |
| FC Barcellona | RK Zagabria | Barcellona - Palau Blaugrana 18 aprile 1998 - ore 18:00 | Zagabria - Arena Zagreb 25 aprile 1998 - ore 18:00 | 56 - 40 |
| FC Barcellona | RK Zagabria | 28 - 18 (10-10)                                         | 28 - 22 (10-9)                                     | 56 - 40 |
| FC Barcellona | RK Zagabria | 8.000 Spett. - Report                                   | 10.000 Spett. - Report                             | 56 - 40 |

## Campioni
| Vincitore della EHF Champions League 1997-1998 |
| ---------------------------------------------- |
| FC Barcellona 4º titolo                        |